# Lieper Bucht

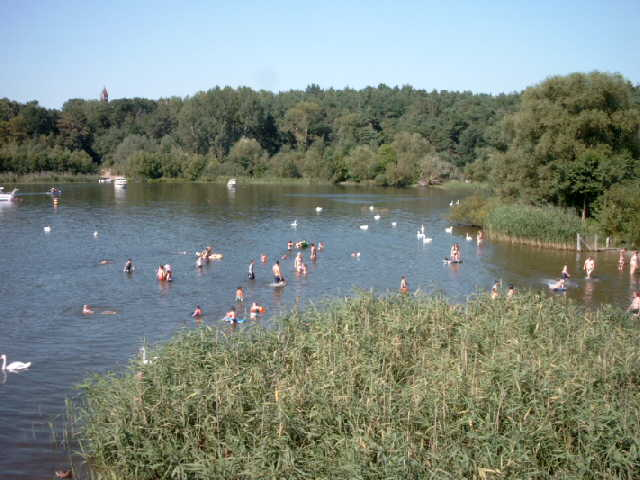
Badebetrieb in der Lieper Bucht

Die Lieper Bucht ist eine Badestelle an der Havel im Berliner Ortsteil Grunewald (Bezirk Charlottenburg-Wilmersdorf). Die Wasserseite gehört zum Ortsteil Nikolassee (Bezirk Steglitz-Zehlendorf). Von der Landseite ist die Badestelle über die Havelchaussee inmitten des Forstes Grunewald zu erreichen.
Im Süden wird die Bucht von der Insel Lindwerder flankiert.
In der Lieper Bucht befindet sich eine der beiden schwimmenden Wasserrettungsstationen, die Arche Noah 3 der DLRG Berlin. Die Station befindet sich auf der linken Seite des Sandstrands am Parkplatz Lieper Bucht/Lindwerder.